# Liste der Monuments historiques in Vaubexy
Die Liste der Monuments historiques in Vaubexy führt die Monuments historiques in der französischen Gemeinde Vaubexy auf.

## Liste der Objekte
| Bezeichnung  | Beschreibung                                                                             | Standort                                              | Kennzeichnung | Schutzstatus | Datum | Bild |
| ------------ | ---------------------------------------------------------------------------------------- | ----------------------------------------------------- | ------------- | ------------ | ----- | ---- |
| Drei Gemälde | im Chorraum; Ölfarbe auf Leinwand, maroufliert, zwischen 1897 und 1911 von Louis Guingot | in der Kirche Annonciation-de-la-Sainte-Vierge (Lage) | PM88002003    | Inscrit      | 2005  |      |